# AG2R La Mondiale/2011

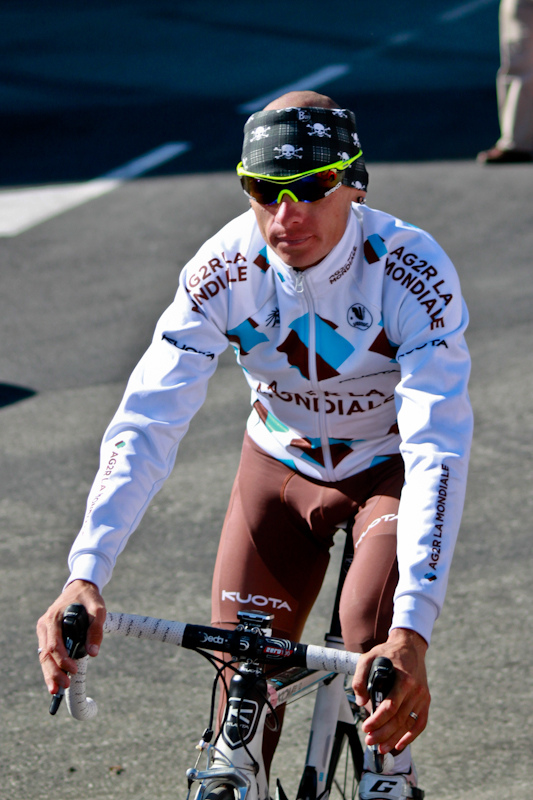
John Gadret in de Giro 2011 in de kleuren van AG2R La Mondiale.

Deze pagina geeft een overzicht van de AG2R-La Mondiale wielerploeg in  2011.

## Algemeen
Sponsors: AG2R, La Mondiale
Algemeen manager: Vincent Lavenu
Ploegleiders: Laurent Biondi, Didier Jannel, Julien Jurdie, Artūras Kasputis, Gilles Mas
Fietsmerk: Kuota

## Renners
| Naam                   | Geboortedatum | Nationaliteit | Ploeg 2010           |
| ---------------------- | ------------- | ------------- | -------------------- |
| Julien Bérard          | 27-07-1987    | Frankrijk     |                      |
| Guillaume Bonnafond    | 23-06-1987    | Frankrijk     |                      |
| Maxime Bouet           | 03-11-1986    | Frankrijk     |                      |
| Dimitri Champion       | 06-09-1983    | Frankrijk     |                      |
| Mikaël Cherel          | 17-03-1986    | Frankrijk     | Française des Jeux   |
| Cyril Dessel           | 29-11-1974    | Frankrijk     |                      |
| Hubert Dupont          | 13-11-1980    | Frankrijk     |                      |
| Martin Elmiger         | 29-09-1979    | Zwitserland   |                      |
| John Gadret            | 22-04-1979    | Frankrijk     |                      |
| Ben Gastauer           | 14-11-1987    | Luxemburg     |                      |
| Kristof Goddaert       | 21-11-1986    | België        |                      |
| Sébastien Hinault      | 11-02-1974    | Frankrijk     |                      |
| Steve Houanard         | 02-04-1986    | Frankrijk     | Skil-Shimano         |
| Blel Kadri             | 03-09-1986    | Frankrijk     |                      |
| Joeri Krivtsov         | 07-02-1979    | Oekraïne      |                      |
| David Le Lay           | 30-12-1979    | Frankrijk     |                      |
| Romain Lemarchand      | 26-07-1987    | FRA           | Auber 93             |
| Julien Loubet          | 11-01-1985    | Frankrijk     |                      |
| Sébastien Minard       | 12-06-1982    | Frankrijk     | Cofidis              |
| Lloyd Mondory          | 26-04-1982    | Frankrijk     |                      |
| Matteo Montaguti       | 06-01-1984    | Italië        | De Rosa-Stac Plastic |
| Rinaldo Nocentini      | 25-09-1977    | Italië        |                      |
| Jean-Christophe Péraud | 22-05-1977    | Frankrijk     | Omega Pharma-Lotto   |
| Mathieu Perget         | 18-09-1984    | Frankrijk     | Caisse d'Epargne     |
| Anthony Ravard         | 28-09-1983    | Frankrijk     |                      |
| Christophe Riblon      | 17-01-1981    | Frankrijk     |                      |
| Nicolas Roche          | 03-07-1984    | Ierland       |                      |

## Belangrijke overwinningen
| Ster van Bessèges 2e etappe: Lloyd Mondory Algemeen klassement: Anthony Ravard Ronde van Italië 11e etappe: John Gadret Classic de l'Indre Winnaar: Anthony Ravard | Ronde van Poitou-Charentes 3e etappe: Anthony Ravard Ronde van Peking 3e etappe: Nicolas Roche |

2000 · 2001 · 2002 · 2003 · 2004 · 2005 · 2006 · 2007 · 2008 · 2009 · 2010 · 2011 · 2012 · 2013 · 2014 · 2015 · 2016 · 2017 · 2018 · 2019 · 2020 · 2021 · 2022 · 2023 · 2024 · 2025
AG2R-La Mondiale · Astana · BMC Racing Team · Euskaltel-Euskadi · Team Garmin-Cervélo · Team HTC-High Road · Katjoesja · Lampre-ISD · Team Leopard-Trek · Liquigas-Cannondale · Team Movistar · Omega Pharma-Lotto · Quick Step · Rabobank · Team RadioShack · Saxo Bank-Sungard · Sky ProCycling · Vacansoleil-DCM